# Wilhelm Jeremias Müller

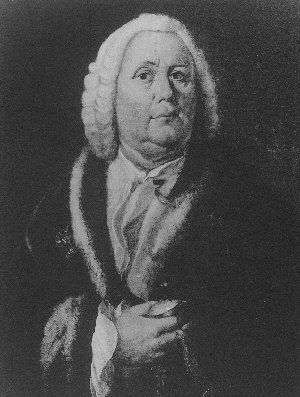
Wilhelm Jeremias Müller

Wilhelm Jeremias Müller (* 2. Mai 1725 in Eyrichshof; † 1801) war ein deutscher Architekt.
Müller war der Sohn einer fränkischen Handwerkerfamilie aus Eyrichshof. Durch seinen Bruder kam er nach Karlsruhe, wo er als Bauzeichner beim Architekten Kesslau unterkam. Wilhelm Jeremias wurde daraufhin zum Schüler und Nachfolger von Albrecht Friedrich von Kesslau in Karlsruhe, der sein Talent erkannte. Seine Anfänge waren als Zimmermann, bis er unter Johann David Steingruber in Ansbach das architektonische Handwerkszeug erlernte, ab 1752 war er als Dessinateur in Karlsruhe beschäftigt. Ab 1756 war er Bauinspektor und 1797 folgte er Kesslau als Baudirektor nach.
Er gab dem frühen Karlsruhe sein barockes Aussehen, hat als Vertreter des Louis-seize jedoch die Zeichen der Zeit nicht erkannt und ist am Ende seiner Lebenszeit ins Abseits geraten. Den modernen Plänen von Friedrich Weinbrenner konnte er nichts abgewinnen und wurde gegen Ende seines Lebens nicht einmal mehr nach seinen Ideen gefragt. Er blieb zeit seines Lebens Karlsruhe trotz vieler Abwerbungsversuche treu, obwohl der Markgraf ihn nur schlecht entlohnte.

## Bauten
- Garnisonskirche (1773–1776, heute: Kleine Kirche)
- Umbauten am Karlsruher Schloss
- Linkenheimer Tor, Ende 19. Jahrhundert abgebrochen
- Durlacher Tor, 1875 abgebrochen
- Spital am heutigen Lidellplatz in der östlichen Innenstadt, nicht mehr existent (Neubau Gewerbeschule)
- Gaststätte Zum kleinen Ketterer (1780?), Adlerstraße 34
- Evangelische Kirche (Gresgen) (1761)
- Evangelische Kirche Wintersweiler (1765)
- Teilerneuerung von St. Martin (Brötzingen) (1766–1774)
- St. Michael (Wittlingen), (1772–1774)
- Jagdzeughaus Karlsruhe (1777–1779), Kaiserstraße 4–8
- Archivgebäude am Zirkel (1780/90), im Zweiten Weltkrieg zerstört